# سمیرا حسن‌پور
سمیرا حسن‌پور (زاده ۱۶ آذر ۱۳۶۳) بازیگر ایرانی است. اولین حضور او در سینما برای فیلم تمشک (۱۳۹۲) بود که برای آن نامزد دریافت سیمرغ بلورین بهترین بازیگر زن شد. وی برای نقش‌آفرینی در سه کام حبس (۱۳۹۸) نامزد دریافت سیمرغ بلورین بهترین بازیگر نقش مکمل زن شد.

## زندگی و حرفه
سمیرا حسن‌پور در ۱۶ آذر ۱۳۶۳ در تهران به دنیا آمد. پدرش مجسمه‌ساز است و مادرش خانه‌دار. او بازیگری را با تئاتر دانشکده و با تشویق استادش، بهرام بیضایی و نیز حضور در کلاس‌های بازیگری آغاز کرد. او در رشته نمایش تحصیل کرد و لیسانس خود را از دانشگاه آزاد اسلامی واحد اراک گرفت.
حسن‌پور سال ۱۳۸۵، برای نخستین بار در نمایش مجلس شبیه؛ در ذکر مصایب استاد نوید ماکان و همسرش مهندس رخشید فرزین به کارگردانی بیضایی، روی صحنه تئاتر رفت.
او در سریال دلنوازان و دلدادگان و همچنین سریال شاید برای شما هم اتفاق بیفتد و تله فیلم‌های آوا و مردان نمکی حضور داشته است.
وی در نخستین کار سینمایی خود در فیلم تمشک (۱۳۹۲) ساختهٔ سامان سالور نامزد سیمرغ بلورین بهترین بازیگر نقش اول زن از سی و دومین دوره جشنواره فیلم فجر شد. او در سال ۱۳۹۵ با سامان سالور ازدواج کرد.
سمیرا حسن‌پور سال ۱۳۹۸ برای بازی در فیلم سه کام حبس نامزد دریافت سیمرغ بلورین بهترین بازیگر نقش مکمل زن جشنواره فیلم فجر شد.

## فیلم‌شناسی

### فیلم
| سال  | عنوان            | کارگردان       | نقش           | منابع |
| ---- | ---------------- | -------------- | ------------- | ----- |
| ۱۳۹۲ | تمشک             | سامان سالور    | رضوان         | [ ۵ ] |
| ۱۳۹۵ | سایه‌های موازی    | اصغر نعیمی     | نازنین        | [ ۶ ] |
| ۱۳۹۵ | آن‌ها             | احسان سلطانیان | شهلا          | [ ۷ ] |
| ۱۳۹۵ | عاشقت شدم        | کاوه عزیزی     | بهار          |       |
| ۱۳۹۶ | چنج (فیلم کوتاه) | ابوالفضل عزیزی | ملیحه         |       |
| ۱۳۹۷ | کلوپ همسران      | مهدی صباغ‌زاده  | بیتا          |       |
| ۱۳۹۸ | سه کام حبس       | سامان سالور    | فریبا میرهادی |       |
| ۱۳۹۹ | لب خط            | علی جبارزاده   | پری           |       |
| ۱۴۰۰ | نمور             | داوود بیدل     | دلارام        | [ ۸ ] |
| ۱۴۰۲ | آدم فروش         | محمود کلاری    | آتیه          |       |
| ۱۴۰۲ | ساعت ۶ صبح       | مهران مدیری    | سارا          |       |

### مجموعه تلویزیونی
| سال  | عنوان                                                             | کارگردان          | نقش         | توضیحات           |
| ---- | ----------------------------------------------------------------- | ----------------- | ----------- | ----------------- |
| ۱۳۸۸ | چاردیواری                                                         | سیروس مقدم        | مهتاب       | پخش از شبکه یک    |
| ۱۳۸۹ | پایتخت                                                            | سیروس مقدم        | گلرخ شقایقی | پخش از شبکه یک    |
| ۱۳۹۰ | شاید برای شما هم اتفاق بیفتد اپیزودهای: داوری، بازماندهٔ روز، شوخی | احمد معظمی        | مهسا        | پخش از شبکه تهران |
| ۱۳۹۰ | شاید برای شما هم اتفاق بیفتد اپیزودهای: داوری، بازماندهٔ روز، شوخی | محمود معظمی       | فروغ        | پخش از شبکه تهران |
| ۱۳۹۰ | شاید برای شما هم اتفاق بیفتد اپیزودهای: داوری، بازماندهٔ روز، شوخی | احمد معظمی        | پروانه      | پخش از شبکه تهران |
| ۱۳۹۱ | هفت‌سین                                                            | یدالله صمدی       | معصومه      | پخش از شبکه تهران |
| ۱۳۹۶ | دلدادگان                                                          | منوچهر هادی       | مرضیه       | پخش از شبکه سه    |
| ۱۳۹۸ | سرگذشت اپیزود: زائو                                               | سید جمال سیدحاتمی | مرجان       | پخش از شبکه یک    |
| ۱۴۰۱ | بی‌همگان                                                           | بهرنگ توفیقی      | مریم        | پخش از شبکه سه    |

### شبکه نمایش خانگی
| سال  | عنوان       | کارگردان       | نقش        | توضیحات                                   |
| ---- | ----------- | -------------- | ---------- | ----------------------------------------- |
| ۱۳۹۹ | شب‌های مافیا | سعید ابوطالب   | شرکت‌کننده  | پخش از فیلیمو                             |
| ۱۴۰۰ | جیران       | حسن فتحی       | گلین       | پخش از فیلیمو                             |
| ۱۴۰۰ | سودا        | ایمان یزدی     | تینا       | پخش از لنز ایرانسل، آپرا، آیو و آیگپ تی‌وی |
| ۱۴۰۲ | اسکار       | مهران مدیری    | شرکت‌کننده  | پخش از فیلیمو                             |
| ۱۴۰۳ | شب آهنگی    | حامد آهنگی     | شرکت‌کننده  | پخش از فیلم‌نت                             |
| ۱۴۰۳ | گردن‌زنی     | سامان سالور    | مونا دادگر | پخش از فیلم‌نت                             |
| ۱۴۰۴ | جزر و مد    | محمدحسین لطیفی | آیدا       | پخش از استارنت                            |

## جوایز و افتخارات
| جایزه                                         | دوره             | عنوان                     | برای فیلم   | نتیجه    |
| --------------------------------------------- | ---------------- | ------------------------- | ----------- | -------- |
| جشنواره فجر                                   | سی و دوم (۱۳۹۲)  | بهترین بازیگر نقش اول زن  | تمشک        | نامزدشده |
| جشنواره فجر                                   | سی و هشتم (۱۳۹۸) | بهترین بازیگر نقش مکمل زن | سه کام حبس  | نامزدشده |
| جشن حافظ                                      | ۱۵ مین (۱۳۹۴)    | بهترین بازیگر زن سینما    | تمشک (فیلم) | نامزدشده |
| جشنواره بین‌المللی فیلم‌های ایرانی سانفرانسیسکو | ۲۰۱۶             | بهترین بازیگر نقش اول زن  | تمشک (فیلم) | پیروز    |
| جشنواره فیلم‌های ایرانی استرالیا               | دهمین (۱۴۰۱)     | بهترین بازیگر نقش اول زن  | سه کام حبس  | پیروز    |